# Let's Go Get Stoned
Singles de Ray Charles
Together Again
(1966) I Don't Need No Doctor
(1966)
Let's Go Get Stoned est une chanson écrite par Nickolas Ashford, Valerie Simpson et Josephine Armstead et enregistrée initialement par The Coasters, publiée en face B du single Money Honey en mai 1965. Ronnie Milsap l'enregistre en octobre 1965 en face B de son single Never Had It So Good. Mais c'est la version de Ray Charles en 1966 qui est la plus célèbre.
En avril 1971, la Commission criminelle de l’Illinois publie une liste de chansons qu’elle considère comme étant « orientées vers la drogue ». Celle-ci contient notamment Let's Go Get Stoned de Joe Cocker, notant que « les paroles ont un double sens, faisant référence à l'alcool mais aussi à la drogue ».

## Genèse
C'est après une journée de travail laborieuse que Nickolas Ashford aurait déclaré « Let's go get stoned! » (« allons nous défoncer ») pour dire « allons boire un verre ». Cette expression est le point de départ de la chanson écrite le lendemain. Par la suite, Ashford et Simpson ont beaucoup de mal à obtenir une audience avec Berry Gordy car, après avoir entendu cette chanson sur l'alcool, le patron de  Motown pense que leur matériel n'est pas assez distingué pour ses productions.

## Enregistrement de Ray Charles
Ray Charles enregistre la chanson à New York en septembre 1965, juste après sa sortie de cure de désintoxication après 16 ans de dépendance à l'héroïne. En raison de cela, beaucoup pensent que la chanson est une référence à la drogue ; pourtant c'est bien d'alcool dont il est question dans les paroles.
Intégrée dans l'album Crying Time, puis sortie en single en mai 1966, la chanson est un hit pour Charles, classé no 1 dans le palmarès rhythm and blues de Billboard.
La chanson est remarquable pour être l'une des premières compositions à succès d'Ashford, Armstead et Simpson ; le trio écrit également I Don't Need No Doctor pour Ray Charles.
Cette version est utilisée en 1971 dans le film Prenez garde à la sainte putain de Rainer Werner Fassbinder.

### Position dans les charts
| Palmarès (1966)                      | Meilleure position |
| ------------------------------------ | ------------------ |
| Billboard Hot 100                    | 31                 |
| Billboard Hot Rhythm & Blues Singles | 1                  |

## Autres reprises notables
- 1965 : Manfred Mann enregistre la chanson sur No Living Without Loving, no 1 des EP au Royaume-Uni en décembre 1965.
- 1966 : James Brown fait une reprise de la chanson sur l'album Handful of Soul, également publiée en single[9].
- 1967 :
  - The Everly Brothers sur l'album The Hit Sound of The Everly Brothers.
  - The Amboy Dukes l'enregistrent pour leur album homonyme[10].
- 1968 :
  - Booker T. and the M.G.'s dans une version instrumentale parue sur leur album Doin' Our Thing.
  - Lowell Fulsom en face B du single The Letter
- 1969 :
  - Big Mama Thornton enregistre la chanson en 1967 pour son album Stronger Than Dirt[11].
  - Joe Cocker interprète la chanson au festival de Woodstock en août 1969[12], puis au Fillmore East à New York en 1970. Cette version figure sur l'album live Mad Dogs and Englishmen.
- 1973 : Billy Preston l'enregistre lors de sa tournée avec les Rolling Stones pour son album Live European Tour.
- 1998 : Lucky Peterson sur l'album Move.

ZZ Top, Huey Lewis, Cold Chisel, The Black Crowes, Southside Johnny et le Tedeschi Trucks Band interprètent régulièrement Let's Go Get Stoned sur scène lors de leurs tournées.

### Ne pas confondre
Le titre Let's Go Get Stoned du groupe Sublime, parue sur l'album live Stand By Your Van en 1998, est une chanson différente. Elle est écrite par Floyd Gaugh, Eric Wilson et Bradley Nowell.